# 斯库瑞县 (得克萨斯州)
斯庫瑞縣（英語：Scurry County）位美國德克薩斯州西部的一個縣。面積2,350平方公里。根据美國2000年人口普查，共有人口16,361人。縣治斯奈德（Synder）。
成立於1867年8月21日，縣政府成立於1884年。縣名紀念美國眾議員威廉·理查森·斯庫瑞（William Richardson Scurry）或美國內戰時期南軍將領威廉·里德·斯庫瑞（William Read Scurry）。